# Droga wojewódzka 379
Die Droga wojewódzka 379 (DW 379) ist eine 19 Kilometer lange Droga wojewódzka (Woiwodschaftsstraße) in der polnischen Woiwodschaft Niederschlesien, die die Droga wojewódzka 382 in Świdnica mit der Droga wojewódzka 381 und der Droga krajowa 35 in Wałbrzych verbindet. Die Strecke liegt in der kreisfreien Stadt Wałbrzych und im Powiat Wałbrzyski.

## Streckenverlauf
Woiwodschaft Niederschlesien, Kreisfreie Stadt Wałbrzych
-  Wałbrzych (Waldenburg/Schlesien) (DK 35, DW 367, DW 375, DW 376, DW 381)

Woiwodschaft Niederschlesien, Powiat Wałbrzyski
- Nowy Julianów
- Stary Julianów
- Modliszów (Hohgiersdorf)
-  Świdnica (Schweidnitz) (DK 35, DW 382)